# Copa Centenario de Belo Horizonte
La Copa Centenario de Belo Horizonte fue una competición de fútbol de carácter amistoso celebrada en agosto de 1997 en la Ciudad de Belo Horizonte, capital del Estado de Minas Gerais, Brasil. Participaron 8 clubes de 4 países diferentes.
La competición fue organizada por la Federación Mineira de Fútbol en conjunto con la Prefectura de Belo Horizonte y medios de prensa, con el objetivo de conmemorar los 100 años de la fundación de la Capital Mineira.
La final fue entre dos clubes locales, el Atlético Mineiro y el Cruzeiro.  El club Galo se proclamó vencedor tras imponerse por un marcador de 2-1.
El partido entre Atlético Mineiro y AC Milan fue el último partido del mediocampista Toninho Cerezo, a los 42 años de edad.

## Participantes
- AC Milan
- América Mineiro
- Atlético Mineiro
- Benfica
- Corinthians
- Cruzeiro
- Flamengo
- Olimpia

## Resultados

### Grupo A
| Equipo           | Pts | PJ | PG | PE | PP | GF | GC | Dif |
| ---------------- | --- | -- | -- | -- | -- | -- | -- | --- |
| Atlético Mineiro | 5   | 3  | 1  | 2  | 0  | 8  | 6  | 2   |
| América Mineiro  | 3   | 3  | 0  | 3  | 0  | 4  | 4  | 0   |
| AC Milan         | 3   | 3  | 0  | 3  | 0  | 3  | 3  | 0   |
| Corinthians      | 2   | 3  | 0  | 2  | 1  | 3  | 5  | -2  |

| 1 de agosto de 1997 | América Mineiro | 1:1 (1:1) | Corinthians  | Estadio Independência, Belo Horizonte                                    |                                                                          |
|                     | Rinaldo 42'     |           | Donizete 38' | Asistencia: Sin datos sobre espectadores Árbitro(s): Marco Antônio Cunha | Asistencia: Sin datos sobre espectadores Árbitro(s): Marco Antônio Cunha |

| 2 de agosto de 1997 | Atlético Mineiro           | 2:2 (0:2) | AC Milan            | Estadio Mineirão, Belo Horizonte                                   |                                                                    |
|                     | Jorginho 82' · Hernani 90' |           | George Weah 17' 32' | Asistencia: 30.768 espectadores Árbitro(s): Lincoln Afonso Bicalho | Asistencia: 30.768 espectadores Árbitro(s): Lincoln Afonso Bicalho |

| 4 de agosto de 1997 | Corinthians | 0:0 (0:0) | AC Milan | Estadio Mineirão, Belo Horizonte                               |  |
|                     |             |           |          | Asistencia: Sin datos sobre espectadores Árbitro(s): Sin datos |  |

| 4 de agosto de 1997 | Atlético Mineiro         | 2:2 (1:1) | América Mineiro           | Estadio Mineirão, Belo Horizonte                              |                                                               |
|                     | Valdir 19' · Lincoln 69' |           | Tupãzinho 45' · Celso 57' | Asistencia: 6.366 espectadores Árbitro(s): Marco Antônio Lima | Asistencia: 6.366 espectadores Árbitro(s): Marco Antônio Lima |

| 6 de agosto de 1997 | América Mineiro | 1:1 (0:1) | AC Milan | Estadio Independência, Belo Horizonte                          |                                                                |
|                     | Celso 90'       |           | Weah 32' | Asistencia: Sin datos sobre espectadores Árbitro(s): Sin datos | Asistencia: Sin datos sobre espectadores Árbitro(s): Sin datos |

| 6 de agosto de 1997 | Atlético Mineiro                             | 4:2 (2:2) | Corinthians           | Estadio Mineirão, Belo Horizonte                                 |                                                                  |
|                     | Jorginho 14' 76' · Hernani 41' · Marques 65' |           | Gilmar 4' · Souza 30' | Asistencia: 6.927 espectadores Árbitro(s): Antônio William Gomes | Asistencia: 6.927 espectadores Árbitro(s): Antônio William Gomes |

### Grupo B
| Equipo   | Pts | PJ | PG | PE | PP | GF | GC | Dif |
| -------- | --- | -- | -- | -- | -- | -- | -- | --- |
| Cruzeiro | 9   | 3  | 3  | 0  | 0  | 7  | 2  | 5   |
| Flamengo | 4   | 3  | 1  | 1  | 1  | 8  | 6  | 2   |
| Olimpia  | 2   | 3  | 0  | 2  | 1  | 2  | 3  | -1  |
| Benfica  | 1   | 3  | 0  | 1  | 2  | 3  | 9  | -6  |

| 3 de agosto de 1997 | Flamengo      | 2:2' | Olimpia          | Estadio Mineirão, Belo Horizonte |                                |
|                     | Lúcio · Sávio |      | Monzón · Esteche | Asistencia: 4.891 espectadores   | Asistencia: 4.891 espectadores |

| 3 de agosto de 1997 | Cruzeiro                                 | 4:1' | Benfica     | Estadio Mineirão, Belo Horizonte |                                |
|                     | Roberto Gaúcho · Geovanni · Fábio Júnior |      | Paulo Nunes | Asistencia: 4.891 espectadores   | Asistencia: 4.891 espectadores |

| 5 de agosto de 1997 | Flamengo                                                           | 5:2' | Benfica               | Estadio Mineirão, Belo Horizonte                                        |                                                                         |
|                     | Sávio 9' (pen.) · Iranildo · Lúcio · Rodrigo Mendes · Fabio Baiano |      | Sánchez · Paulo Nunes | Asistencia: 2.786 espectadores Árbitro(s): Raimundo Menezes de Carvalho | Asistencia: 2.786 espectadores Árbitro(s): Raimundo Menezes de Carvalho |

| 5 de agosto de 1997 | Cruzeiro | 1:0' | Olimpia | Estadio Mineirão, Belo Horizonte                                  |                                                                   |
|                     | Geovanni |      |         | Asistencia: 2.786 espectadores Árbitro(s): Lincoln Afonso Bicalho | Asistencia: 2.786 espectadores Árbitro(s): Lincoln Afonso Bicalho |

| 7 de agosto de 1997 | Benfica | 0:0 (0:0) | Olimpia | Estadio Mineirão, Belo Horizonte                           |  |
|                     |         |           |         | Asistencia: 3.088 espectadores Árbitro(s): Sin datos sobre |  |

| 7 de agosto de 1997 | Cruzeiro                         | 2:1 (2:1) | Flamengo          | Estadio Mineirão, Belo Horizonte                                    |                                                                     |
|                     | Fábio Júnior 25' · Elivélton 27' |           | Renato Gaúcho 29' | Asistencia: 3.088 espectadores Árbitro(s): Marco Antônio Nascimento | Asistencia: 3.088 espectadores Árbitro(s): Marco Antônio Nascimento |

### Final
| 9 de agosto de 1997 | Atlético Mineiro                 | 2:1 (1:0) | Cruzeiro  | Estadio Mineirão, Belo Horizonte                                   |                                                                    |
|                     | Leandro Tavares 45' · Valdir 79' |           | Odair 72' | Asistencia: 39.095 espectadores Árbitro(s): Lincoln Afonso Bicalho | Asistencia: 39.095 espectadores Árbitro(s): Lincoln Afonso Bicalho |

| Campeón Atlético Mineiro |

## Goleadores
| Jugador     | Equipo           | Goles |
| ----------- | ---------------- | ----- |
| Jorginho    | Atlético Mineiro | 3     |
| Geovanni    | Cruzeiro         | 3     |
| George Weah | AC Milan         | 3     |